# Dia Internacional de l'Educació

El desembre de l'any 2018, l'Assemblea General de les Nacions Unides va proclamar el 24 de gener Dia Internacional de l'Educació en commemoració del paper que l'educació exerceix en la pau i el desenvolupament, reafirmant el fet que l'educació és un dret humà, un bé públic i una responsabilitat col·lectiva.

## Celebració
Sense una educació de qualitat, inclusiva i equitativa per a tothom i curulla d'oportunitats d'aprenentatge al llarg de tota la vida, els països no aconseguiran la igualtat de gènere ni trencar el cicle de pobresa que deixa endarrere a milions d'infants, joves i adults.
| «                                    | L'educació és un dret humà El dret a l'educació està consagrat en l'article 26 de la Declaració Universal dels Drets Humans de 1948. La declaració exigeix l'educació primària gratuïta i obligatòria. La Convenció sobre els drets de l'infant, adoptada el 1989, va més enllà en estipular que els països han de fer que l'educació superior sigui accessible per a tothom. L'educació és clau per al desenvolupament sostenible Quan el 2015 es va adoptar l'Agenda 2030 per als Objectius de Desenvolupament Sostenible, la comunitat internacional va reconèixer que l'educació és essencial per a l'èxit dels seus 17 objectius. L'Objectiu número 4 de Desenvolupament Sostenible té, concretament, com a objectiu "garantir una educació de qualitat inclusiva i equitativa i promoure oportunitats d'aprenentatge permanent per a tothom" per a l'any 2030. Els reptes per aconseguir l'educació universal L'educació ofereix als nens i les nenes una oportunitat de sortir de la pobresa i un camí per arribar a un futur prometedor. No obstant això, al voltant de 264 milions d'infants i adolescents de tot el món no poden accedir a una escola o completar la seva educació. Més d'una cinquena part d'aquests estan en edat d'assistir a l'escola primària. La pobresa, la discriminació, els conflictes armats, les emergències i els efectes del canvi climàtic són factors que amenacen el seu accés a l'educació. La migració i els desplaçaments forçosos afecten negativament també l'accés a l'educació, com mostra el Informe de seguiment de l'Educació en el món. Celebrar el primer Dia Internacional de l'educació En proclamar aquest Dia, els Estats membres reconeixen la importància d'adoptar mesures per a garantir una educació inclusiva i equitativa de qualitat a tots els nivells perquè totes les persones puguin accedir a oportunitats d'aprenentatge permanent que les ajudin a adquirir els coneixements i aptituds necessaris per aprofitar les oportunitats que se'ls presentin de participar plenament en la societat i contribuir al desenvolupament sostenible. | » |
| — Organització de las Nacions Unides | |   |